# Edward Natapei

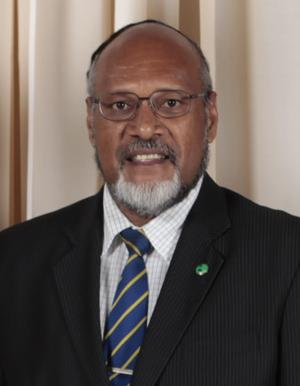
Edward Natapei (2009)

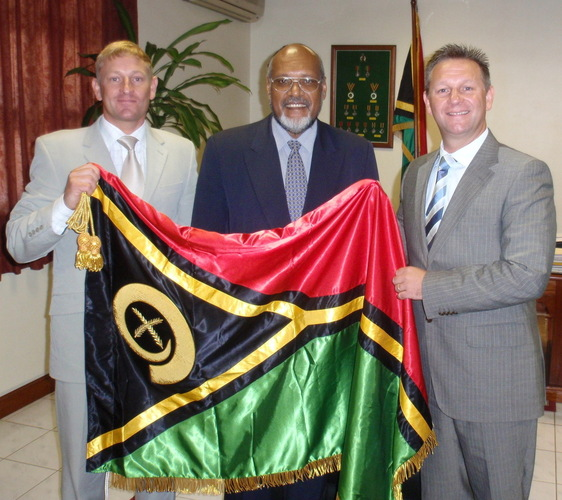
Natapei mit der vanuatuischen Flagge

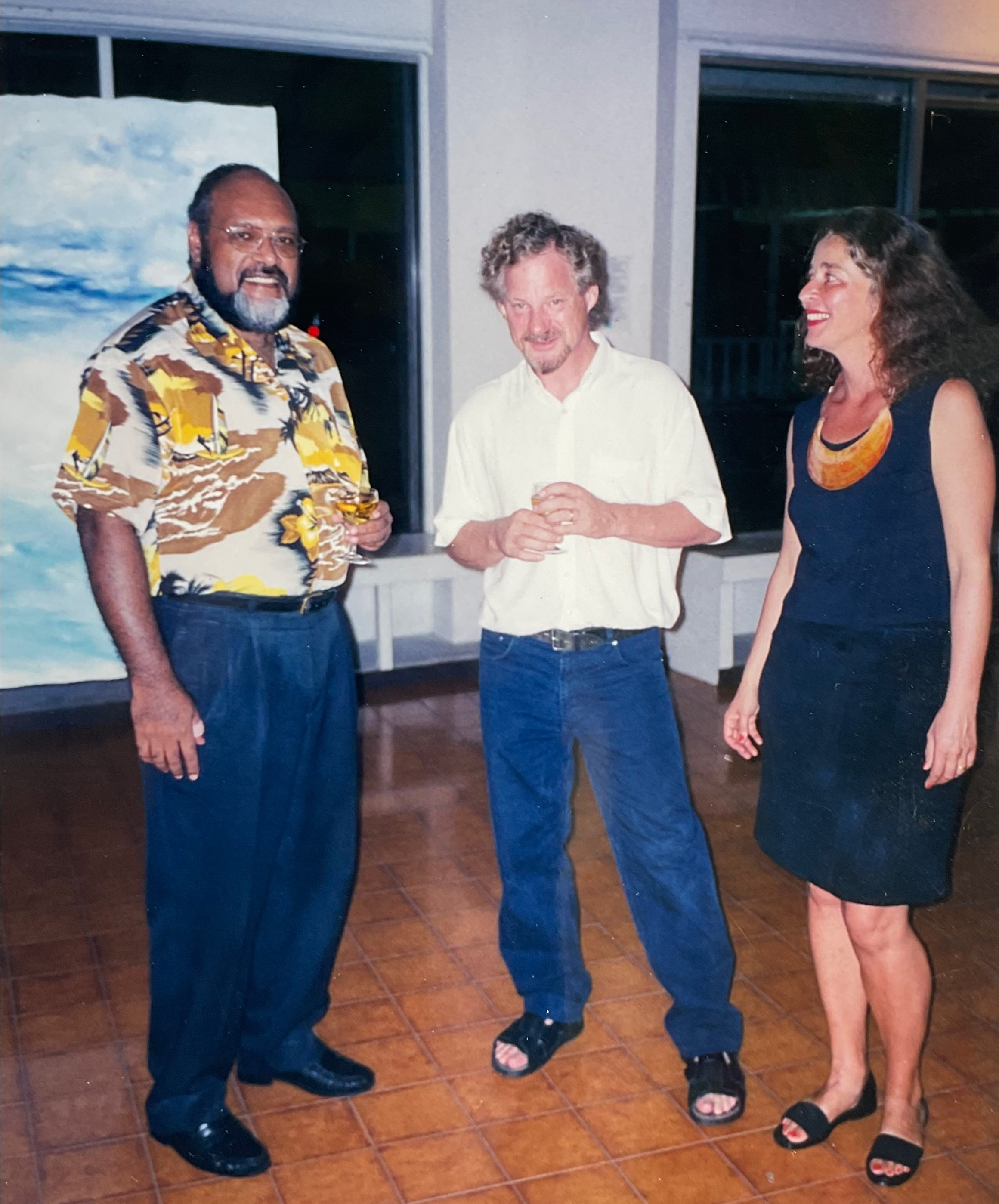
Edward Natapei mit Annette und Ingo Kühl in dessen Ausstellung »La Mer« im Espace Culturel Français, Port Vila (2002)

Edward Nipake Natapei Tuta Fanua’ariki (* 17. Juli 1954; † 28. Juli 2015) war ein Politiker, Präsident, Premier- und Außenminister von Vanuatu.

## Leben
Edward Natapei wurde 1983 erstmals in das Parlament (Legislative Assembly) gewählt. 1991 war er im Kabinett von Donald Kalpokas Außenminister. Von 1996 bis 1999 war er Sprecher des Parlaments und als solcher vom 2. März 1999 bis zum 24. März 1999 amtierender Präsident von Vanuatu als Nachfolger von Jean-Marie Manatawai.
Vom 13. April 2001 bis 29. Juli 2004 war er als Nachfolger des gestürzten Barak Sopé Premierminister. Am 3. Juni 2002 wurde er von der Gesetzgebenden Versammlung (Legislative Assembly) als Premierminister wiedergewählt.
Im September 2008 wurde er erneut Premierminister und löste Ham Lini ab.
In einer Vertrauensabstimmung stimmten am 2. Dezember 2010 30 gegen und 15 Abgeordnete für Natapei, was jedoch nicht seine Absetzung als Premier zur Folge hatte, da die Verfassung vorsieht, dass der bisherige Regierungschef im Amt verbleibt, bis ein Nachfolger gewählt wurde. Nachdem der Parlamentspräsident am selben Tag den Posten des Premierministers für vakant erklärt und Sato Kilman ohne reguläre Wahl zum Nachfolger Napateis ausgerufen hatte, entschied der Oberste Gerichtshof der Republik Vanuatu am 16. Juni 2011, dass dieser Akt verfassungswidrig und damit nichtig sei:

„In the present case, on 2 December 2010, when the First Respondent Speaker declared the Second Respondent Hon. Sato Kilman elected Prime Minister of Vanuatu unopposed without conducting an election by secret ballot in accordance with Article 41 and Schedule 2 of the Constitution, that declaration was made in breach and contrary to Article 41 and Schedule 2 of the Constitution. It was unconstitutional and invalid.“

Natapei wurde durch dasselbe Urteil des Höchstgerichtes, bis zur Wahl eines Nachfolgers, wieder als interimistischer Premierminister eingesetzt:

„3. THAT, the Hon. Nipake Edward Natapei remains as the Acting Prime Minister until a new Prime Minister is elected – Article 43(2) of the Constitution“

Er nahm daraufhin unter anderem die internationale Anerkennung Abchasiens durch seinen Vorgänger zurück. Er gab das Amt am 26. Juni 2011 an seinen Nachfolger ab.
Am 23. März 2013 wurde er Außenminister in der Regierung von Premierminister Moana Carcasses Kalosil.
Er verstarb im Juli 2015 nach längerer Krankheit.